# Luteranismo oriental
O luteranismo oriental (também conhecido como luteranismo bizantino ou luteranismo de rito bizantino) refere-se a igrejas luteranas, como as da Ucrânia e da Eslovênia, que usam uma forma do rito bizantino como sua liturgia. É o único que se baseia no rito cristão oriental usado pela Igreja Ortodoxa Oriental, enquanto incorpora a teologia do Serviço Divino contido na Formula Missae, os textos base para a liturgia luterana no Ocidente.
O rito luterano bizantino inclui o filioque no Credo Niceno-Constantinopolitano, embora o coloque entre colchetes.
Os luteranos orientais usam o calendário juliano para o calendário litúrgico e, portanto, observam dias de festa e épocas litúrgicas, como a Grande Quaresma, de maneira semelhante aos costumes ortodoxos. Como tal, muitos dias santos luteranos bizantinos são compartilhados com os da Igreja Ortodoxa Oriental; além disso, as igrejas luteranas orientais são construídas de acordo com a arquitetura bizantina. A postura durante o culto, como se curvar, é idêntica à de outras partes do cristianismo oriental. Dentro do luteranismo de rito bizantino, o calendário dos santos inclui pessoas estimadas no cristianismo oriental, como João Crisóstomo e Nestor, o Cronista, bem como aqueles específicos da Igreja Luterana, como Lucas Cranach, o Velho e Martinho Lutero.
O Rito Bizantino foi usado pela primeira vez na Igreja Luterana Ucraniana. A primeira Liturgia do Rito Oriental publicada foi em 1933. O texto em inglês do rito agora em uso é quase idêntico ao da impressão original. Algumas comunidades contemporâneas, como a Comunidade do Rito Oriental (Ostkirchlicher Konvent) na Alemanha e na República Tcheca, e a Igreja Evangélica da Confissão de Augsburgo na Eslovênia também utilizam o Rito Bizantino.
Na região da Galícia, os luteranos orientais foram perseguidos pelo regime comunista, que instituiu uma política de ateísmo estatal. De 1939 a 1945, muitos clérigos luteranos orientais foram martirizados por sua fé. Theodor Yarchuk, um padre que era um dos principais líderes da Igreja Luterana Ucraniana da Confissão de Augsburgo foi torturado e morto em Stanislaviv pelas autoridades comunistas. Muitos leigos luteranos ucranianos também foram enviados para o Gulag, onde morreram. Durante este tempo de perseguição aos cristãos na União Soviética, a propriedade da Igreja Luterana foi expropriada. Após o colapso da URSS, a Igreja Luterana Ucraniana experimentou um renascimento.